# Wojciech Gerson
Wojciech Gerson (n. 1 iulie 1831, Varșovia, Imperiul Rus – d. 25 februarie 1901, Varșovia, Imperiul Rus) a fost unul din cei mai renumiți pictori polonezi ce și-au desfășurat activitatea la mijlocul secolului al XIX-lea. Wojciech Gerson a fost unul dintre cei mai importanți reprezentanți ai realismului polonez din vremea împărțirilor Poloniei. Artistul a îndeplinit o perioadă lungă de timp funcția de profesor la Școala de Arte Frumoase din Varșovia unde a fost profesorul neoromanticilor Józef Chełmoński, Leon Wyczółkowski, Władysław Podkowiński și Józef Pankiewicz. Gerson a scris comentarii de artă și a publicat o carte de anatomie pentru artiști. O mare parte din opera sa a fost furată de către Germania nazistă în cel de al doilea război mondial, tablouri inestimabile care nu au fost niciodată recuperate.

## Carieră
Wojciech Gerson s-a născut în Varșovia pe timpul Revoltei din Noiembrie împotriva rușilor. El s-a înscris la Școala de Arte Frumoase din Varșovia în anul 1844 și a absolvit-o cu „magna cum laude” în 1850. Gerson a urmat cursurile Academiei de Arte din Sankt Petersburg pe care le-a putut accesa prin intermediul unei burse. Acolo a studiat pictura istorică cu Alexey Markov. După absolvirea academiei a plecat la Paris (1856) și a studiat pictura cu profesorul Léon Cogniet. Întorcându-se în Polonia, în anul 1858, el s-a stabilit la Varșovia pentru tot restul vieții lui, de unde a mai făcut până la sfârșitul secolului al XIX-lea călătorii scurte în străinătate.
Wojciech Gerson a fost cofondator al Galeriei de Artă „Zachęta” care s-a înființat în anul 1860. A fost prima organizație de susținere a artei  sub ocupație străină din Varșovia. Gerson a deprins pictura începând din anul 1865, în propriul atelier, pentru ca din 1872 să devină profesor la Școala de Arte Frumoase din Varșovia unde a predat pictura pentru viitoarea generație de artiști polonezi, până la pensionarea sa survenită în anul 1896. Tematica cursurilor sale a inclus studii de peisagistică și studii de gen care au avut un impact deosebit asupra:
- artei pictorului monumental, Józef Chełmoński după care s-a denumit și o galerie de artă din Muzeul Sukiennice din Cracovia;
- picturii lui Leon Wyczółkowski lider al mișcării Tânăra Polonie;
- pictorului Antoni Piotrowski venerat pentru scenele sale epice cu tematică de război[11];
- pictorului impresionist Władysław Podkowiński și a contemporanilor săi.[9]

Titlul academic acordat de către Academia de Arte Frumoase din Sankt Petersburg i-a fost dat în anul 1873 și a fost numit profesor al academiei în anul 1878.
Wojciech Gerson a fost și critic de artă și arhitect. El este celebru în Polonia pentru picturile sale cu tematică politică, pentru abordarea monumentală a scenelor istorice precum și a peisajelor montane. Gerson a murit la vârsta de 70 de ani în Varșovia și este înmormântat în Cimitirul Evanghelic al Confesiunii Augsburg. Picturile care au scăpat de prigoana nazistă pot fi văzute la Muzeul Național din Varșovia,  Marele Muzeu Silesian din Bytom precum și în alte filiale ale Muzeului Național din Polonia.

## Studenți celebrii

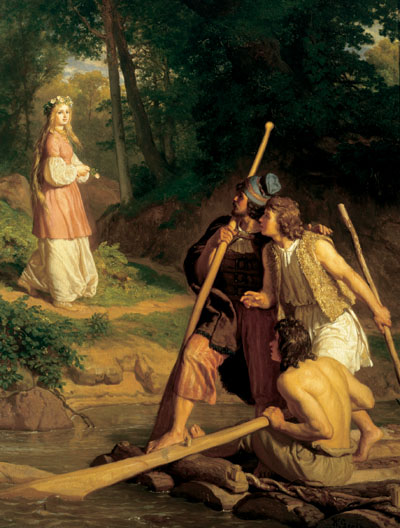
„Încântare - plutași”, 1856

Printre elevii săi au fost:
- Jozef Helmonsky
- Leon Vychulkovsky
- Bogdan Klechinsky
- Stanislaw Lentz
- Władysław Podkowińsk
- Józef Pankiewicz
- Lyudomir Benedyktovich
- Vaclav Hodkovsky
- Eligiush Nevyadomsky
- Alfred Kowalski-Wierusz
- Leopold Pilihovsky
- Edward Okun
- Ian Stanislavski
- Kazimir Alhimovich
- Stanislav Bagensky
- Anna Bilynska
- Milos Kotarbinsky
- Henry Veysengof
- Vincent Vodzinovsky
- Stefan Popovski
- Stanislav Ceaikovski

## Descendenți
Fiica sa, Maria Gerson - Dabrowska a fost pictoriță și scriitoare poloneză, soția lui Ignatie Dabrowski romancier polonez. Wojciech Gerson a fost stră-nepotul lui Michael Witwicki, arhitect și restaurator. 

## Galerie de imagini

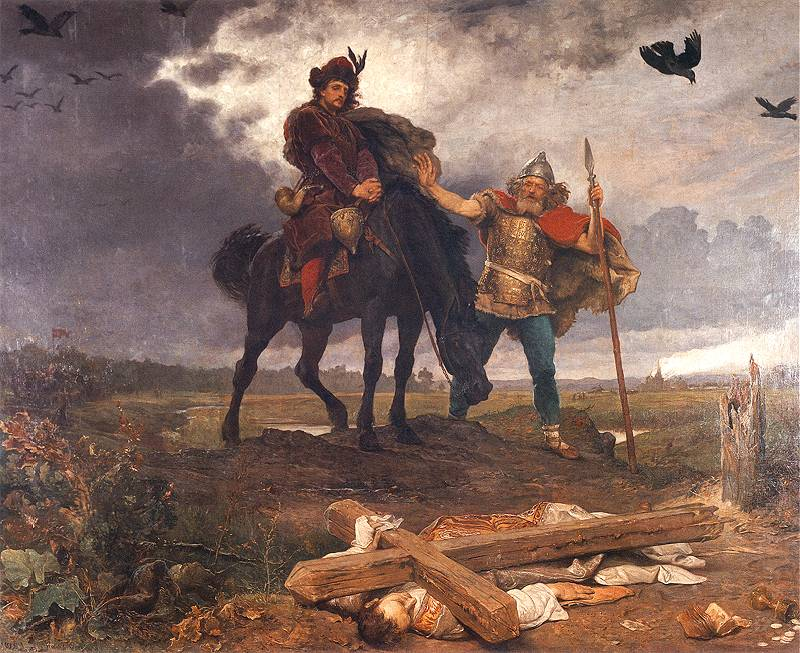
„Cazimir Restauratorul”
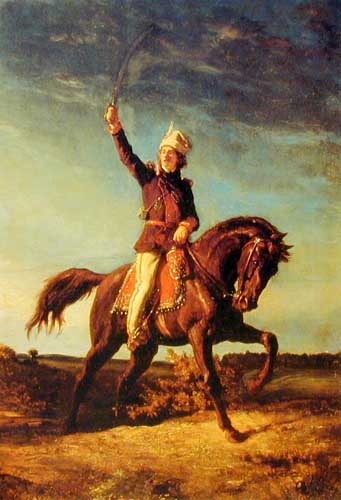
„Tadeusz Kościuszko”
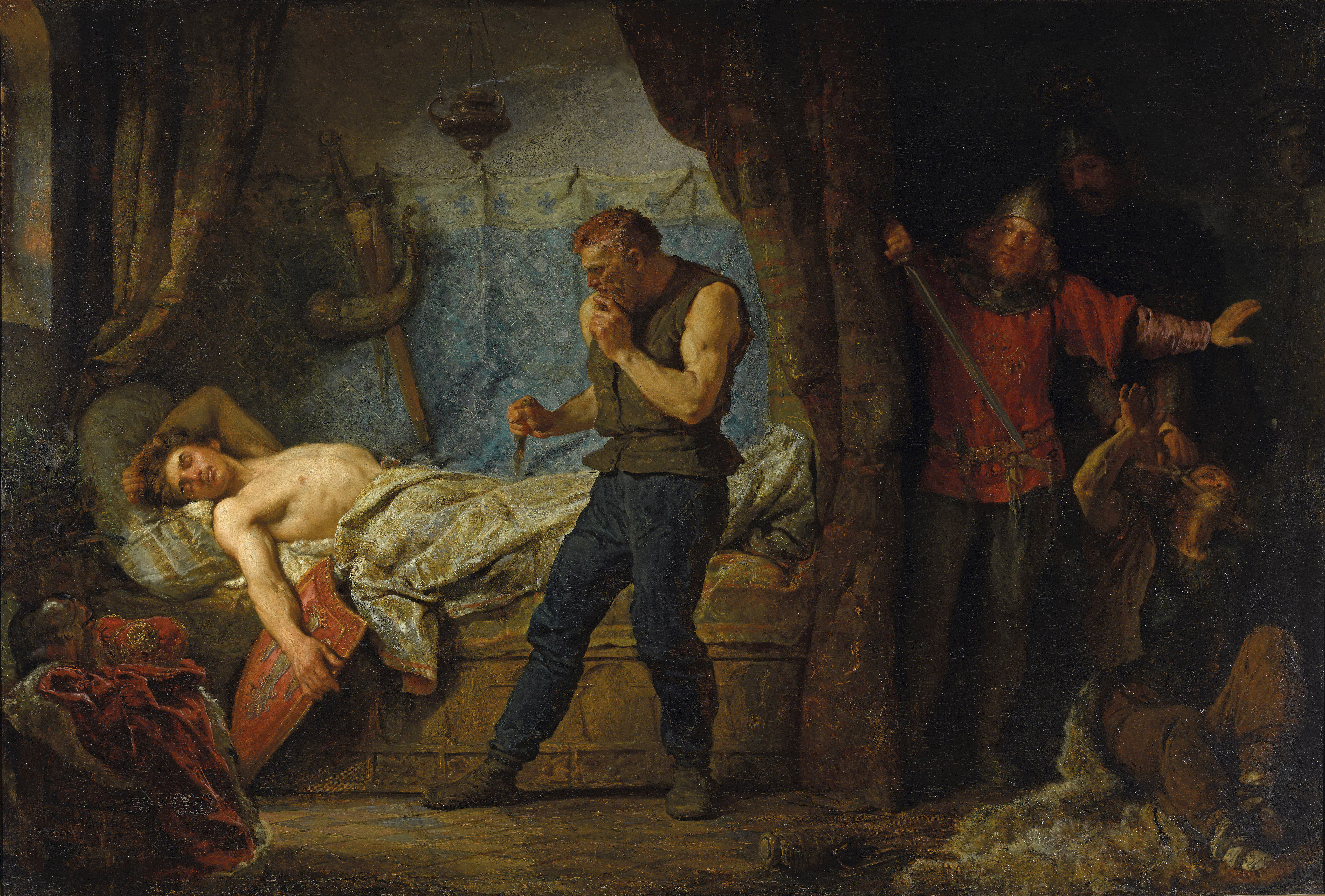
„Moartea lui Przemysł al II-lea”
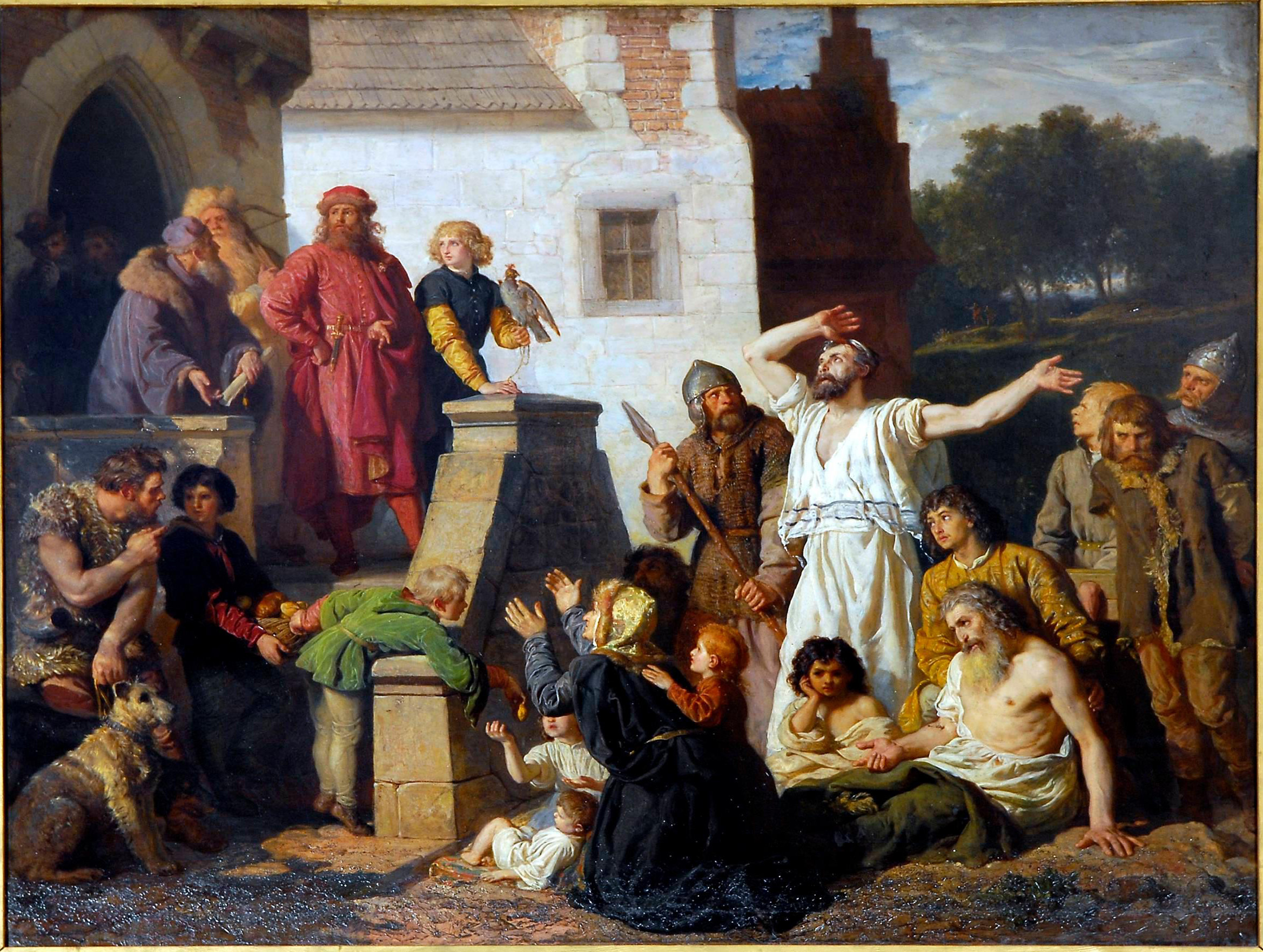
„Cazimir al III-lea al Poloniei”
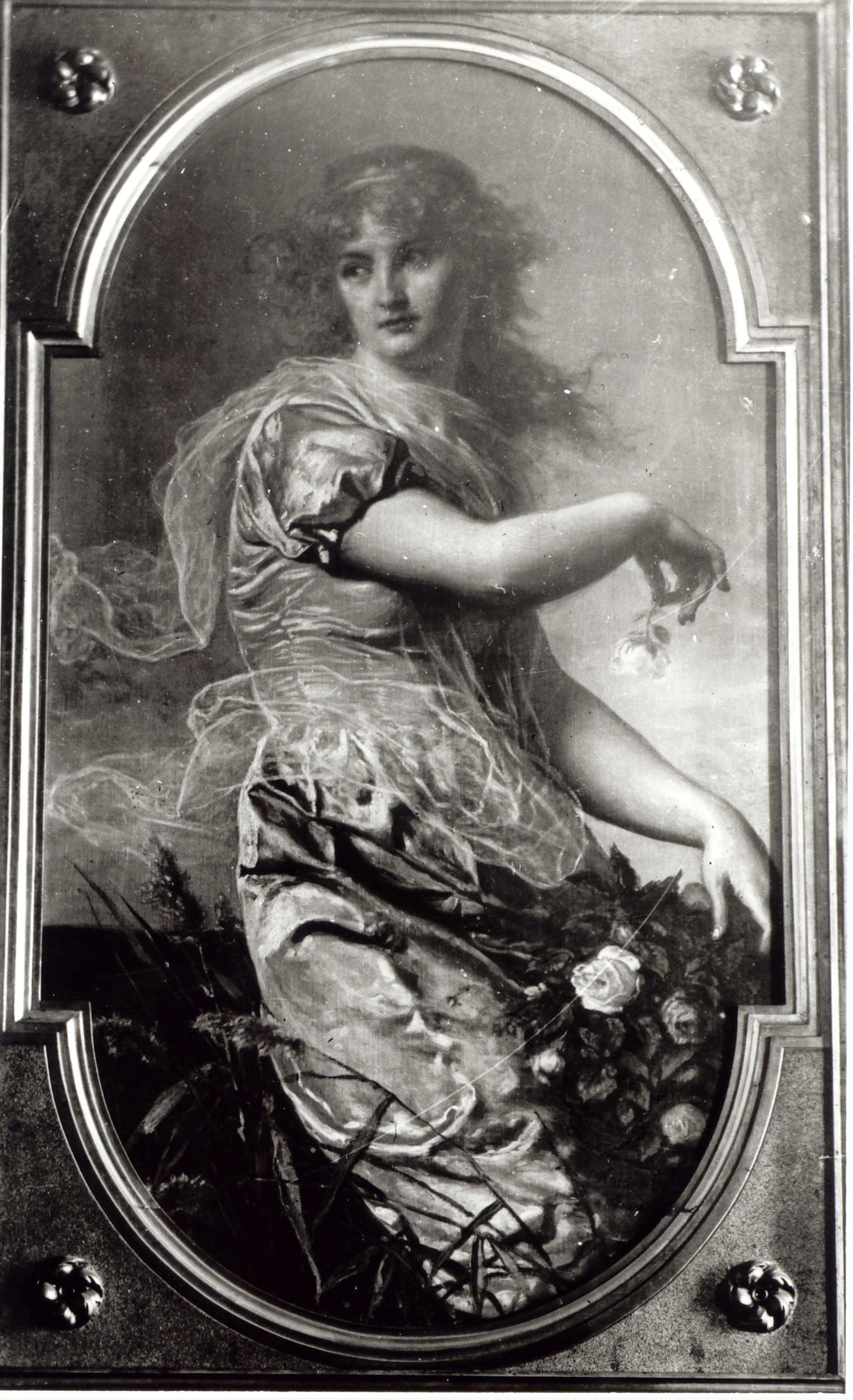
„Dimineața”
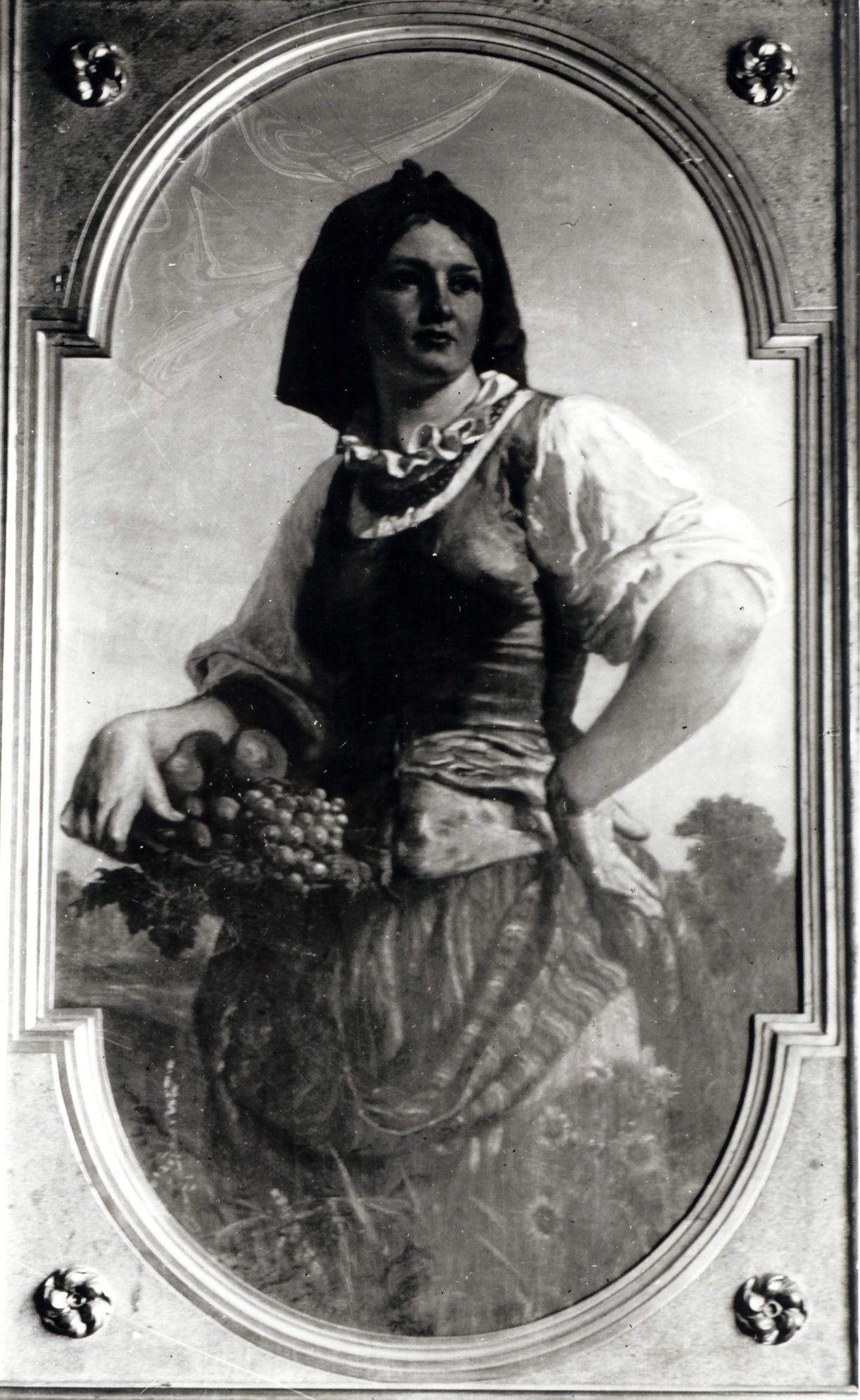
„Seara”
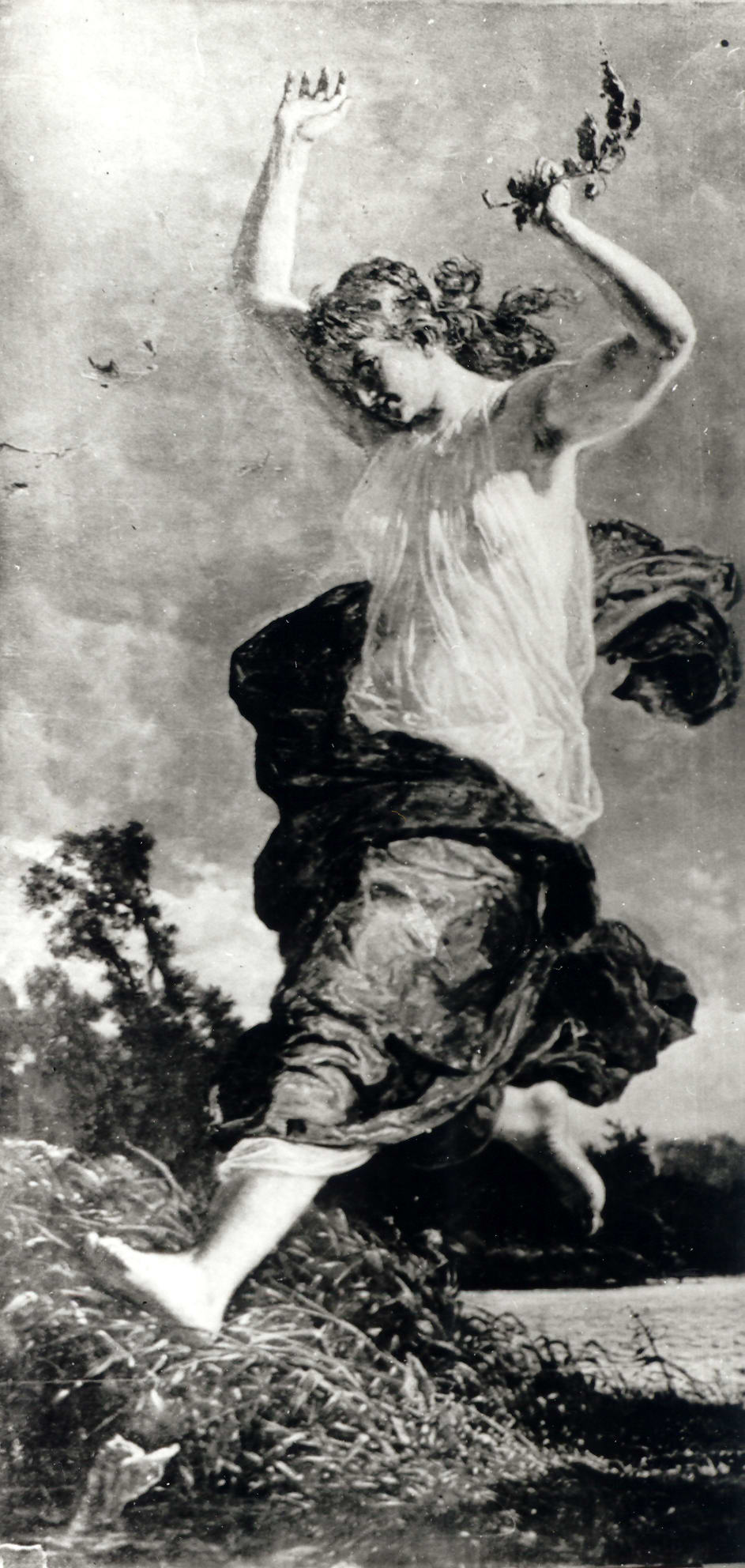
„Zawierucha”
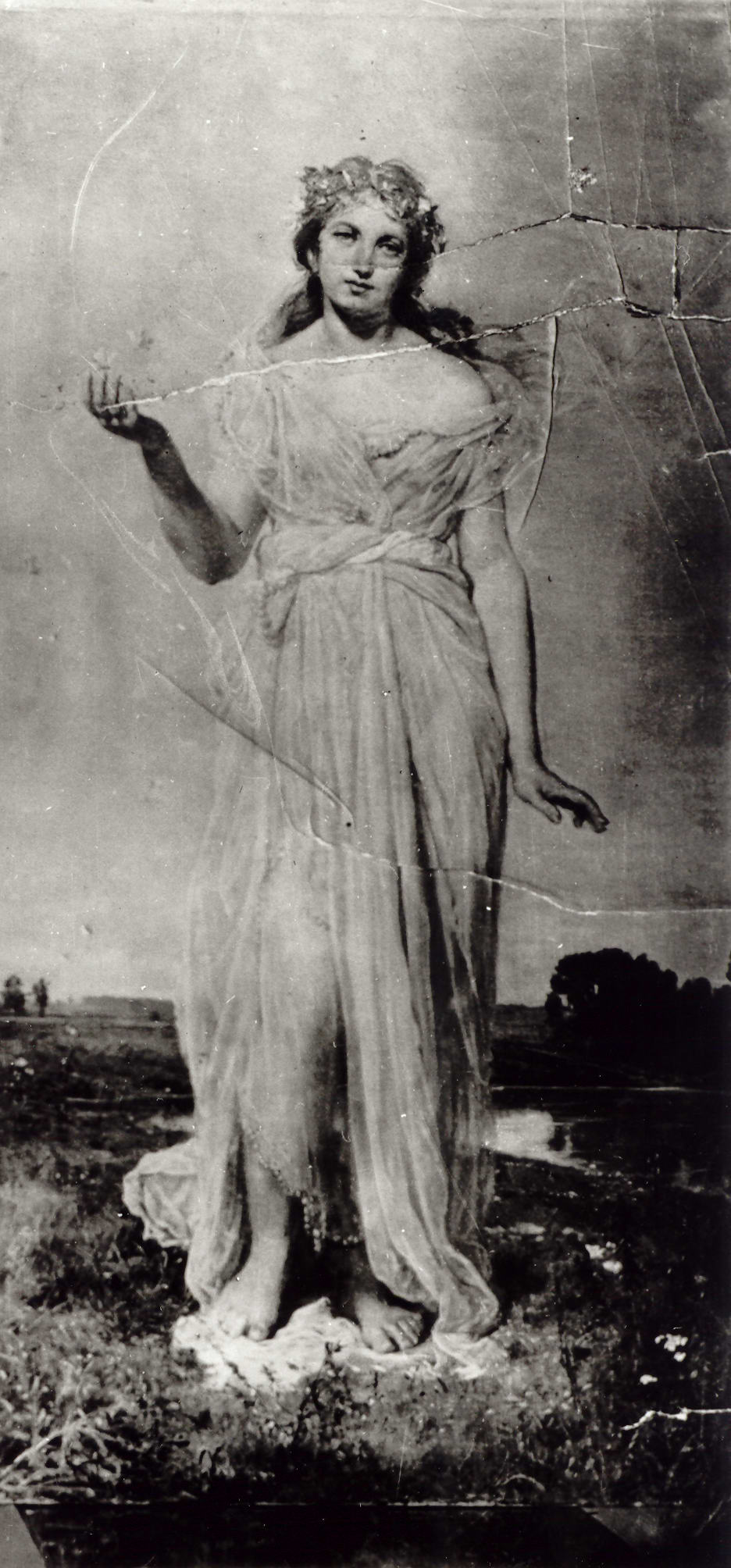
„Pogoda”
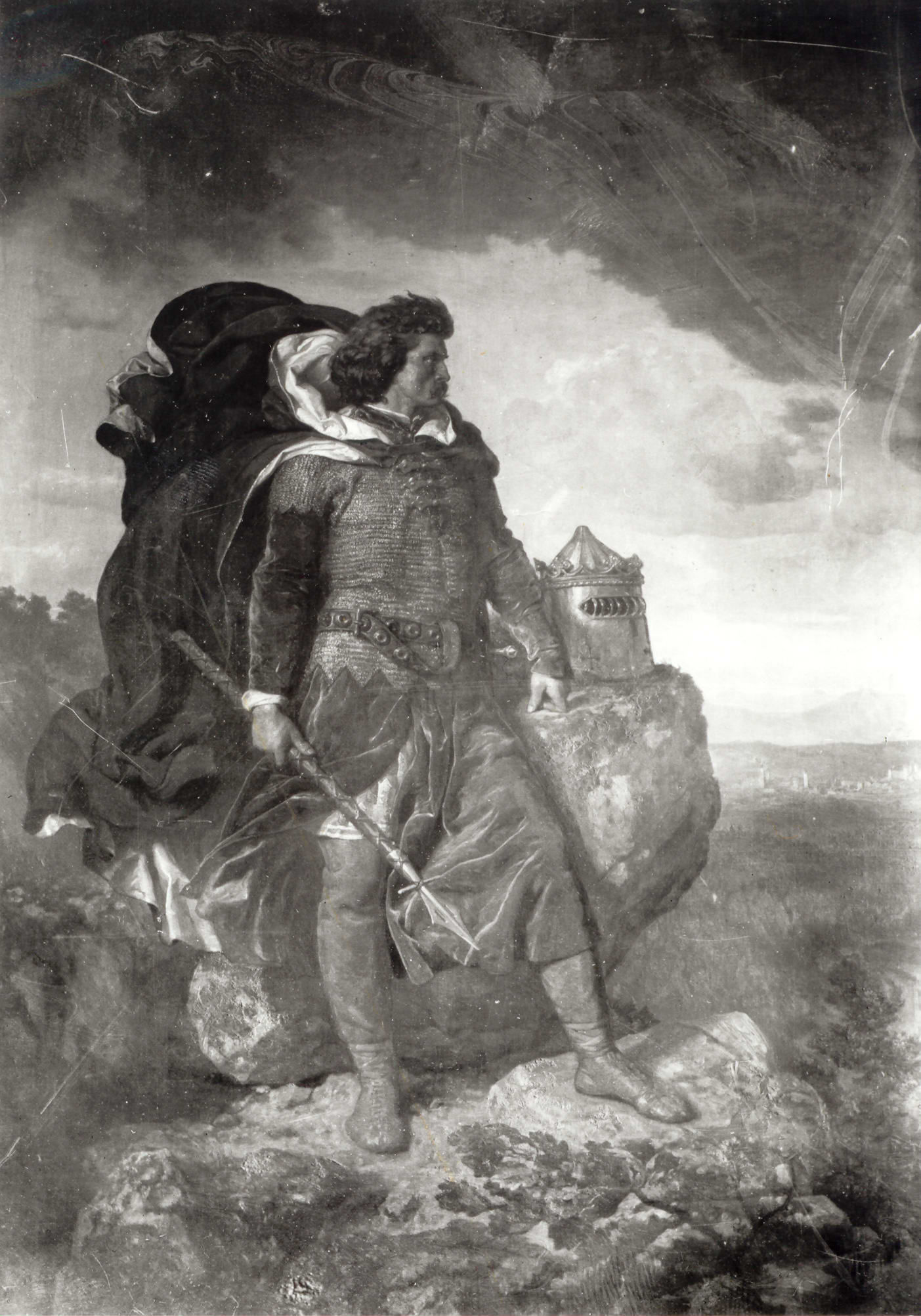
Vladislav I cel Scurt pe Skałkach
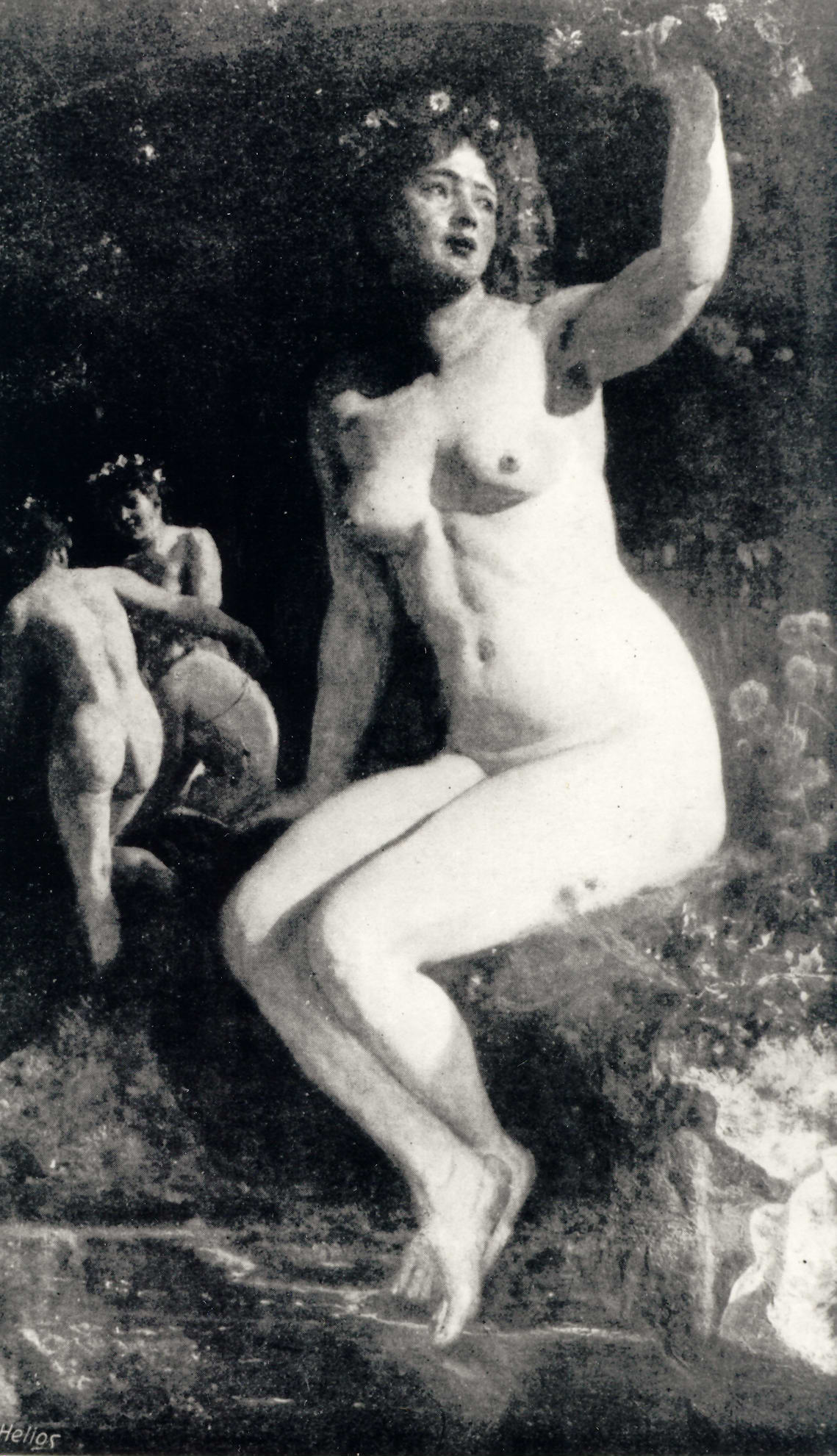
„Kupala”, 1897